# Rhynchospora spectabilis
Rhynchospora spectabilis là loài thực vật có hoa trong họ Cói. Loài này được Hochst. ex C.Krauss miêu tả khoa học đầu tiên năm 1845.